# Begonia sublongipes
Begonia sublongipes là một loài thực vật có hoa trong họ Thu hải đường. Loài này được Y.M.Shui mô tả khoa học đầu tiên năm 2004.